# غلوكاغون (دواء)
الغلوكاغون هو دواء وهرمون. كدواء يستخدم لعلاج نقص سكر الدم، ومحصر البيتا، والتسمم بمحصرات قنوات الكالسيوم، وحالات صدمة الحساسية التي لا تتحسّن باستحدام الأدرينالين. يعطى كعلاج عن طريق الوريد، أو حقن عضلي، أو حقنة تحت الجلد.
التأثيرات الجانبية الشائعة تتضمن التقيؤ، ونقص بوتاسيوم الدم وانخفاض ضغط الدم. لا يوصى بهذا الدواء للأشخاص الذين يعانون من ورم القواتم أو ورم جزيري. أما استخدامه في حالات الحمل لم يتبيّن أنه له تأثيرات ضارة على الطفل. غلوكاغون من أدوية عائلة غليكوجيتوليتيك. طريقة عمله تتضمن أن يقوم الكبد بتكسير الغلايكوجين إلى جلوكوز.
اعتُمد الغلوكاغون للاستخدام الطبي في الولايات المتحدة عام 1960. وهو مسجّل ضمن قائمة الأدوية الأساسية النموذجية لمنظمة الصحة العالمية، التي تتضمن أكثر الأدوية فعالية وأمان في نظام الرعاية الصحية. أما تكلفة بيع الجملة في الدول النامية فهي حوالي 25.75 دولار أمريكي للجرعة. في المملكة المتحدة، تكلّف الجرعة حسب هيئة الخدمات الصحية الوطنية فتبلغ حوالي 11.52 جنيهاً استرلينياً. تكلفة الجرعة في الولايات المتحدة تبلغ 247.32 دولاراً أمريكياً. وهو شكل مصنّع من هرمون غلوكاغون.

## الاستخدامات الطبية

### سكر الدم المنخفض
قد يستخدم النوع الحقني من الغلوكاغون كجزء من الإسعافات الأولية في حالات نقص سكر الدم عندما يكون الشخص فاقد الوعي أو لا يستطيع تناول الغلوكاغون عن طريق الفم أو الوريد لأي سببٍ آخر. يعطى الغلوكاغون عن طريق الحقن العضلي أو الحق الوريدي أو تحت الجلد، فيرفع مستويات سكر الدم بسرعة. لاستخدام شكل الغلوكاغون الذي يعطى بالحقن يجب أن يعاد تكوينه قبل الاستخدام، وهذه الخطوة تتطلب استخدام مخفِّف معقم يتم حقنه في قارورة تحتوي على مسحوق غلوكوغون، لأن الهرمون غير مستقر للغاية عندا يذوب في المحلول. عندما يذوب الغلوكاغون بفي حالة سائلة، يمكن أن يشكل ألياف أميلودية أو سلاسل منسوجة بإحكام من البروتينات المكونة من الببتيدات الغلوكاغونية الفردية، وعندما يبدأ الغلوكاغون بالتبلور يصبح عديم الجدوى عند الحقن، لأنه لا يمكن امتصاصه واستخدامه من قبل الجسم. عملية تكوين المحلول تجعل استعمال الغلوكاغون صعبة على الرغم من وجود عدّة منتجات قيد التطوير في عدة شركات تهدف لجعل المنتج أسهل للاستخدام.

### Beta blocker overdose
Anecdotal evidence suggests a benefit of higher doses of glucagon in the treatment of overdose with محصر البيتاs; the likely mechanism of action is the increase of cAMP in the العضلة القلبية, in effect bypassing the مستقبل أدريناليني نظام الرسول الثاني.

### الحساسية المفرطة
بعض الأشخاص الذين يعانون من صدمة الحساسية بوجود حاصرات بيتا يكون لديهم مقاومة للأدرينالين. في هذه الحالة، يكون إعطاء الغلوكاغون عن طريق الوريد مفيداً لعلاج انخفاص ضغط الدم لديهم.

### Impacted food bolus
Glucagon relaxes the مريء and may be used in those with an انسداد المريء بالبلعة الطعامية ("steakhouse syndrome"). There is little evidence for glucagon's effectiveness in this condition, and glucagon may induce nausea and vomiting, but considering the safety of glucagon this is still considered an acceptable option as long it does not lead to delays in arranging other treatments.

### Endoscopic retrograde cholangiopancreatography
Glucagon's effect of decreasing cAMP causes relaxation of splanchnic smooth muscle, allowing cannulation of the duodenum during the تصوير البنكرياس والأقنية الصفراوية بالتنظير الباطني بالطريق الراجع (ERCP) procedure.

## الآثار السلبية
يعمل الغلوكاغون بسرعة كبيرة؛ من آثاره الجانبية الشائعة الصداع والغثيان.
التفاعلات الدوائية: يتفاعل الغلوكاغون فقط مع مضادات التخثر الفموية، ما يزيد من احتمالية النزيف.

### موانع الاستعمال
في حين أنه يمكن استخدام الغلوكاغون سريرياً لعلاج أشكال مختلفة من حالات نقص السكر في الدم، إلا أنه يمنع إعطاؤه للمرضى الذين يعانون من ورم القواتم، لأنه يمكن أن يحفّز الورم على إطلاق الكاتيكولامين ما يؤدي إلى ارتفاع مفاجئ في ضغط الدم. بالمثل، يمنع إعطاؤه للمرضى الذين يعانون من الورم الجزيري، إذ يمكن أن يحفّز تأثير ارتفاع السكر بالدم الورم على تحرير الإنسولين، ما يؤدّي إلى حدوث طفرة في نقص سكر الدم.

## التاريخ
في عقد 1920، درس كيمبيل ومورلين مستخرجات البنكرياس ووجدا مادة إضافية ضمن خصائص فرط سكر الدم. ووصفا الغلوكاغون عام 1923. تم وصف تسلسل الحمض الأميني للغوكاغون أواخر عقد 1950. لم يتم التوصّل لفهم أكثر اكتمالاً لدور الغلوكاغون في وظائف الأعضاء والمرض إلّا حتى أواخر عقد 1970 عندما تطورت المقايسة المناعية الشعاعية.